# Secrétaire d'État des royaumes de Naples et de Sicile
Les secrétaires d'État des royaumes de Naples et de Sicile sont les chefs du gouvernement des rois de 1734 à 1804 lorsqu'ils étaient tous deux sous la domination des Bourbons.

## Fonction

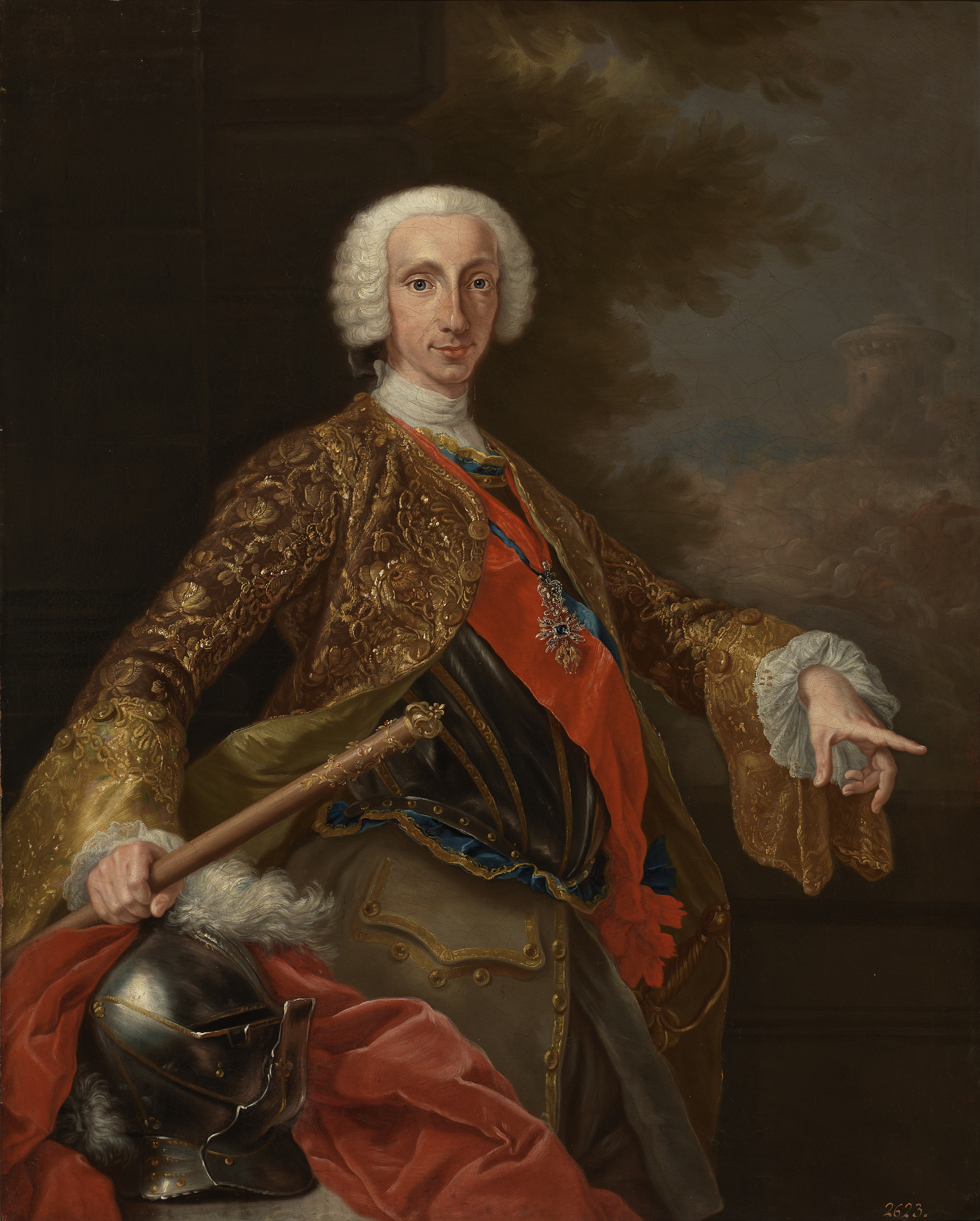
Giuseppe Bonito, Portrait de Charles de Bourbon (vers 1740)

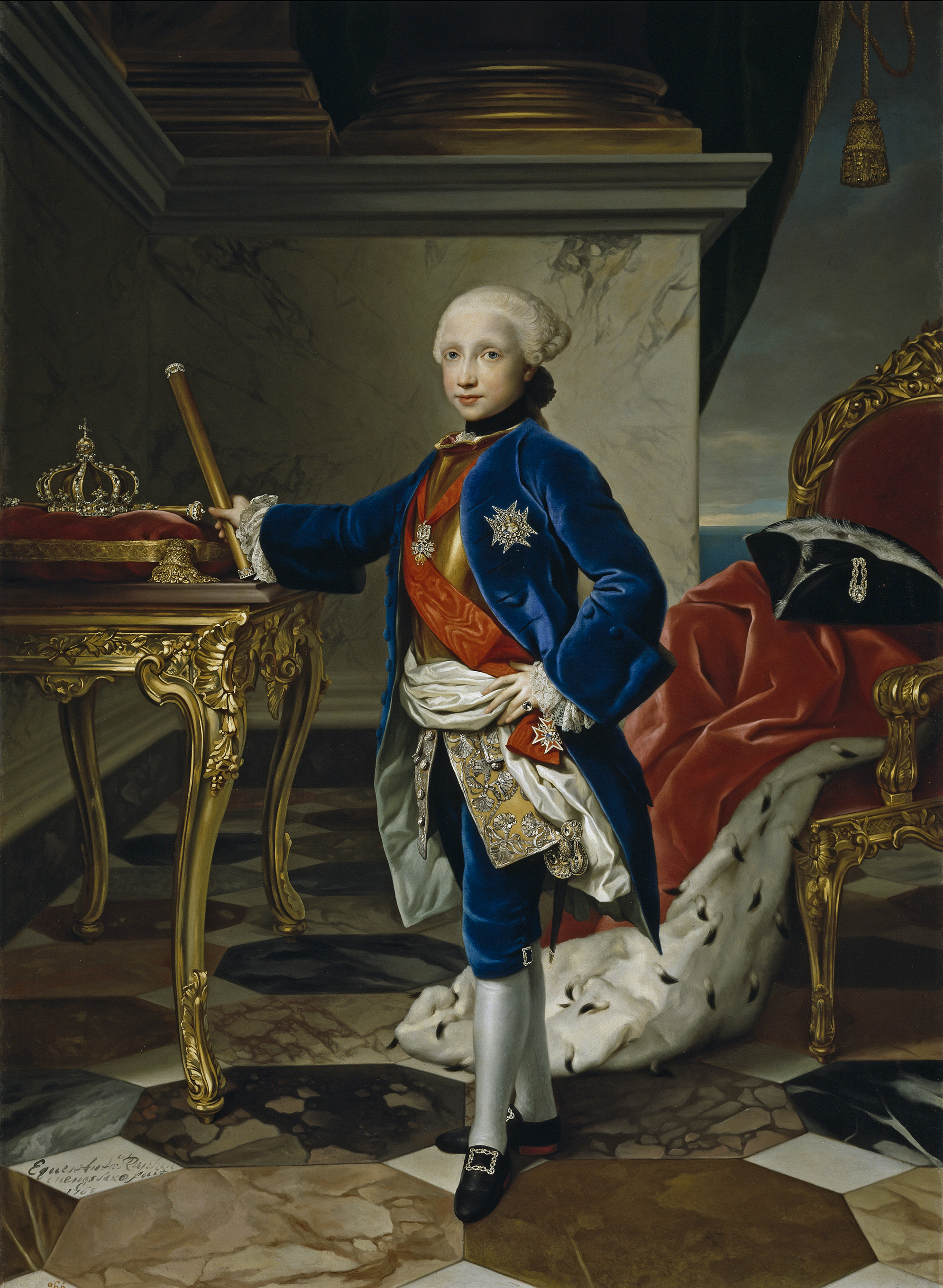
Anton Raphael Mengs, Portrait de Ferdinand (IV de Naples et III de Sicile) à l'âge de 9 ans (1759).

Le secrétaire d'État exerçait le pouvoir exécutif pour les royaumes de Naples et de Sicile (deux royaumes formellement autonomes, mais en fait unis, comme dans le futur royaume des Deux-Siciles). Le secrétaire d'État était nommé par le roi qui, concentrant sur lui tous les pouvoirs du monarque absolu, le remplaçait chaque fois qu'il le jugeait approprié.
Le secrétariat d’État de Naples et de la Sicile s’inspirait du secrétariat d’État espagnol et était généralement composé de quatre ministres :
- Secrétaire d'État;
- Secrétaire aux finances (appelé «secrétaire général»);
- Secrétaire à la justice;
- Secrétaire à la guerre et à la marine.

La Sicile était également dirigé par :
- un vice-roi ;
- le président du Royaume, qui préside le parlement sicilien.

La fonction des secrétaires d'État était similaire à celle qui sera exercée par les présidents du Conseil du royaume des Deux-Siciles à partir de 1815.

## L'histoire
Charles de Bourbon (fils de Philippe V d'Espagne et de sa seconde épouse Elisabeth Farnèse) obtient le royaume de Naples en 1734 puis celui de Sicile en 1735. Il conserve les deux royaumes séparés et le Parlement sicilien. Cependant, les Bourbons n'ont initialement pas une réelle autonomie par rapport à Madrid, aussi les premiers secrétaires d'État sont deux Espagnols, liés à Elisabeth Farnese, mais sensibles au problème de la réorganisation du nouvel État : Manuel de Benavides y Aragón, comte de Santisteban, majordome du roi, et José Joaquín Guzmán de Montealegre, marquis de Salas.
Le comte de Santisteban est le principal protagoniste de la politique napolitaine jusqu'en 1738, par son influence sur Charles, plus enclin à se consacrer à la chasse qu'aux affaires publiques. Santisteban contrôle attentivement les autres ministres (Montealegre pour les Affaires étrangères, Giovanni Brancaccio pour les Finances, Gaetano Brancone pour les Affaires ecclésiastiques et Bernardo Tanucci pour la Justice). 
Il est évincé en 1738 à la faveur d'un complot de cour mis en place par les aristocrates proches de la reine Marie-Amélie hostiles aux positions prises par Santisteban dans le domaine ecclésiastique.
Le successeur de Santisteban, José Joaquín Guzmán de Montealegre, subit le même sort des années plus tard : considéré par Marie-Amélie comme trop lié à la politique de Madrid, en juin 1746, il est remplacé à la secrétairerie d'État par Giovanni Fogliani de Pellegrino.
Fogliani est destitué en 1755 pour ne pas avoir assuré la transmissibilité des royaumes de Naples et de Sicile aux fils de Charles : la fonction de «secrétaire d'État» fut formellement supprimée, mais la fonction de ministre des affaires étrangères (qui coïncidait avec la secrétairerie d'État) a été assumé par Bernardo Tanucci, un juriste qui met en place un appareil d'État efficace qu'il domine de nombreuses années, même après le départ de Charles à Madrid pour devenir roi d'Espagne (1759), en laissant un conseil de régence, compte tenu de la minorité de son fils Ferdinand, jusqu'en 1767.
Tanucci est évincé du gouvernement en 1776, concluant une longue lutte avec la reine Marie-Caroline, qui en 1768 a épousé le jeune roi Ferdinand. La reine, désireuse de déplacer le royaume italien de l'influence espagnole à l'influence autrichienne, réclame le secrétariat d'État pour John Acton, ministre du grand-duc de Toscane Léopold, frère de la reine. La résistance du roi Ferdinand réussit pendant quelque temps à bloquer les complots de la reine, appelant d'abord au poste le sicilien Giuseppe Beccadelli di Bologna, marquis de la Sambuca, puis Domenico Caracciolo, marquis de Villamarina. Cela n'empêche pas Maria Carolina de considérer ce poste comme purement honorifique . La mort subite de Caracciolo laisse à Acton le secrétariat d’État, des Affaires étrangères, des sites royaux et de la poste royale, ce qui lui vaut la dignité et le titre de «premier ministre». 
Malgré l'épisode de la République parthénopéenne, Acton reste au pouvoir jusqu'à la création du royaume de Naples bonapartien  en 1805.

## Liste des secrétaires d'État
| Rang | Secrétaire d'État                                   | Secrétaire d'État                              | Mandat          | Mandat                                  | Chef de l’État                                      |
| Rang | Secrétaire d'État                                   | Secrétaire d'État                              | Début           | Fin                                     | Chef de l’État                                      |
| ---- | --------------------------------------------------- | ---------------------------------------------- | --------------- | --------------------------------------- | --------------------------------------------------- |
| 1    |                                                     | Manuel de Benavides y Aragón (1682-1748)       | 29 avril 1734   | 24 août 1738 (démis de ses fonctions)   | Charles de Naples et III de Sicile (1716-1788)      |
| 2    |                                                     | José Joaquín Guzmán de Montealegre (1698-1771) | 25 août 1738    | 29 avril 1746 (démis de ses fonctions)  | Charles de Naples et III de Sicile (1716-1788)      |
| 3    |                                                     | Giovanni Fogliani Sforza d'Aragona (1697-1780) | 17 juin 1746    | 6 octobre 1755 (démis de ses fonctions) | Charles de Naples et III de Sicile (1716-1788)      |
| 4    |                                                     | Bernardo Tanucci (1698-1783)                   | 6 octobre 1755  | 1776 (démis de ses fonctions)           | Charles de Naples et III de Sicile (1716-1788)      |
| 4    | Ferdinand IV de Naples et III de Sicile (1751-1826) | Bernardo Tanucci (1698-1783)                   | 6 octobre 1755  | 1776 (démis de ses fonctions)           |                                                     |
| 5    |                                                     | Giuseppe Beccadelli di Bologna (1726-1813)     | 29 octobre 1776 | Janvier 1786 (décédé en fonction)       |                                                     |
| 6    |                                                     | Domenico Caracciolo (1715-1789)                | 18 janvier 1786 | 16 juillet 1789 (décédé en fonction)    |                                                     |
| 7    |                                                     | John Acton (1736-1811)                         | 1789            | 23 janvier 1799                         |                                                     |
| 7    | République parthénopéenne                           |                                                |                 |                                         |                                                     |
| 7    |                                                     | John Acton (1736-1811)                         | 23 janvier 1799 | 23 juin 1799                            | Jean Étienne Championnet (1762-1800)                |
| 7    | Restauration du royaume de Naples                   |                                                |                 |                                         |                                                     |
| 7    |                                                     | John Acton (1736-1811)                         | 23 juin 1799    | 10 mai 1804                             | Ferdinand IV de Naples et III de Sicile (1751-1826) |